# Burg Ōsaka
Die Burg Ōsaka (jap. 大阪城, Ōsaka-jō) befindet sich in der Stadt Osaka in der Präfektur Osaka in Japan. Sie ist eine von Japans berühmtesten Burgen und spielte eine wichtige Rolle bei der Vereinigung Japans im 16. Jahrhundert.

## Bau
Die Burg hat ungefähr einen Quadratkilometer Grundfläche. Sie ist auf zwei erhöhten Plattformen gebaut, welche jeweils von einem Burggraben umgeben werden. Das zentrale Gebäude besitzt fünf von außen sichtbare Stockwerke und drei unsichtbare ohne Fenster. Sie steht auf einem hohen Steinsockel, der die Basis schützen soll, und war, wie früher bei japanischen Gebäuden üblich, fast komplett aus Holz gebaut. Bei der Restaurierung Anfang des 20. Jahrhunderts wurde die zerstörte Burg allerdings fast komplett aus Beton neu errichtet, seit der Sanierung 1997 hat sie sogar einen Aufzug.

## Geschichte

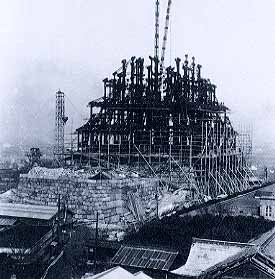
Neubau 1930

Die ersten Gebäude der Burg wurden auf Befehl von Toyotomi Hideyoshi auf dem Gelände des zerstörten Tempels Ishiyama Hongan-ji der Ikkō-ikki errichtet und 1583 fertiggestellt. Die Burg wurde ursprünglich nach den Plänen der Burg Azuchi in der Nähe von Kyōto gebaut, allerdings sollte sie die Burg an Stärke weit übertreffen. Die als uneinnehmbar angesehene Burg wurde jedoch bereits 1615 während des Sommer-Krieges in Osaka durch die Truppen Tokugawa Ieyasus eingenommen und zerstört. Der Wiederaufbau durch die Tokugawas wurde 1620 begonnen und dauerte 10 Jahre. Nach einem Blitzeinschlag brannte der Hauptturm 1665 komplett nieder, dennoch spielte die Burg weiterhin eine wichtige Rolle bei der Kontrolle des westlichen Japans durch die Tokugawa-Shōgune.
Erst 1843, also knapp 200 Jahre später, wurde die Burg durch Spendengelder teilweise wieder aufgebaut. Aber schon 1868 wurde die Burg während der Kriege der Meiji-Restauration wieder zerstört. Die Überreste der Burg wurden in den folgenden Jahren von der Meiji-Regierung in eine Kaserne umgewandelt. 1928 wurde der Hauptturm der Burg nach einer sehr erfolgreichen Spendensammlung des Bürgermeisters erneut aufgebaut. Nachdem der Hauptturm durch Bombenangriffe im Zweiten Weltkrieg 1945 stark beschädigt worden war, dauerte es wieder einige Jahrzehnte, bis die Burg 1997 nach dreijährigen Bauarbeiten wieder errichtet wurde. 1953 wurde die ursprüngliche Burganlage zur Besonderen historischen Stätte (tokubetsu shiseki) erklärt.
Im Inneren der Burg befindet sich heute ein Museum, welches sich vor allem der Geschichte der Burg und dem Wirken Toyotomi Hideyoshis widmet. Die 8. Etage beherbergt eine Aussichtsplattform.

## Galerie

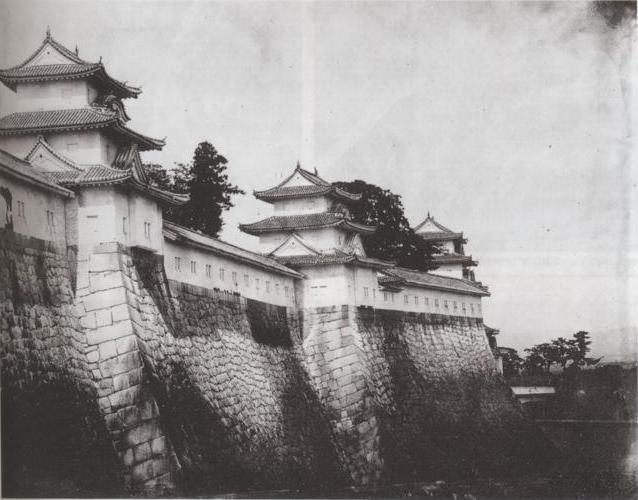
Türme auf dem Wall vor der Zerstörung im Jahr 1865
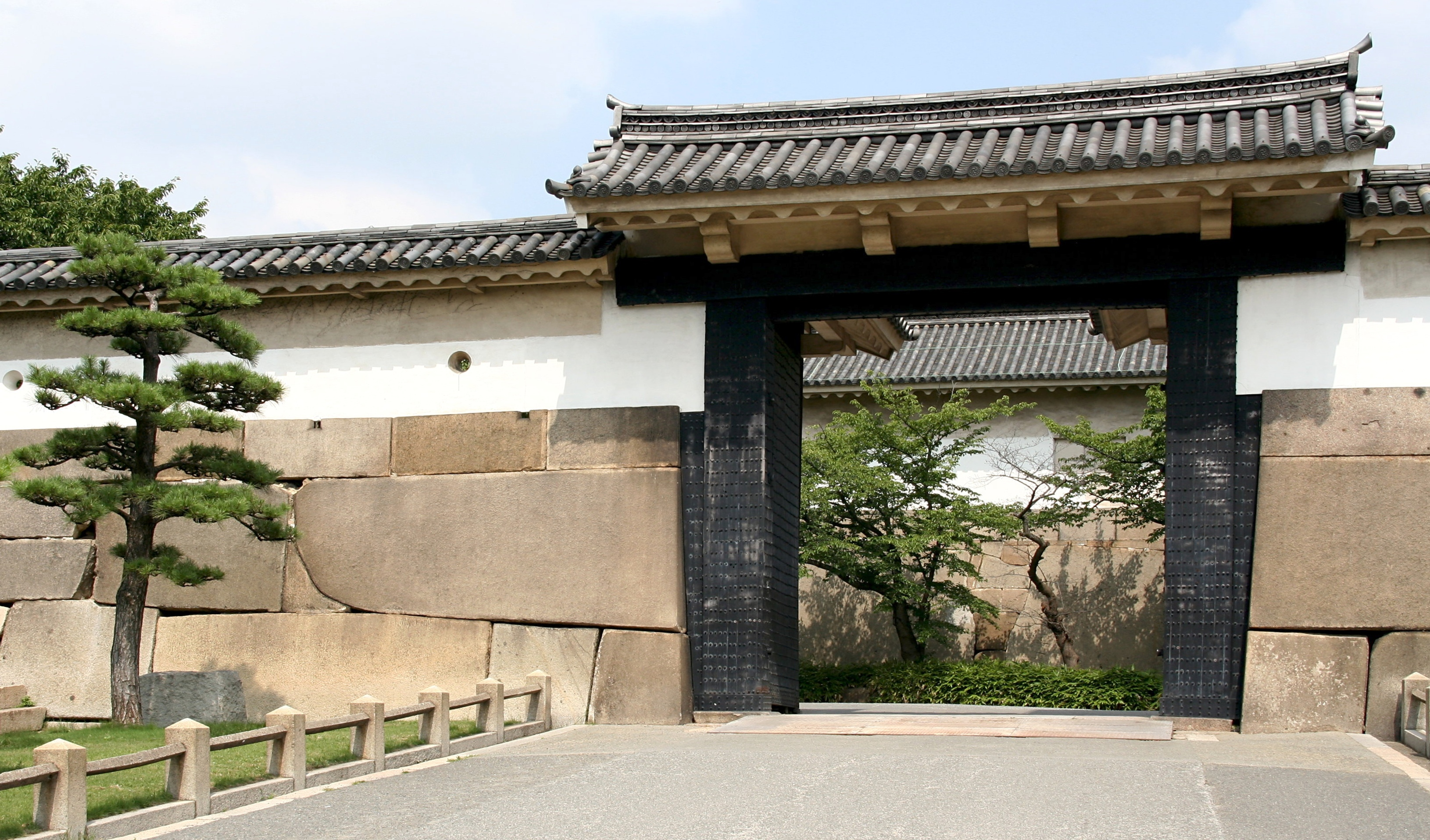
Otemon (westliches Tor)
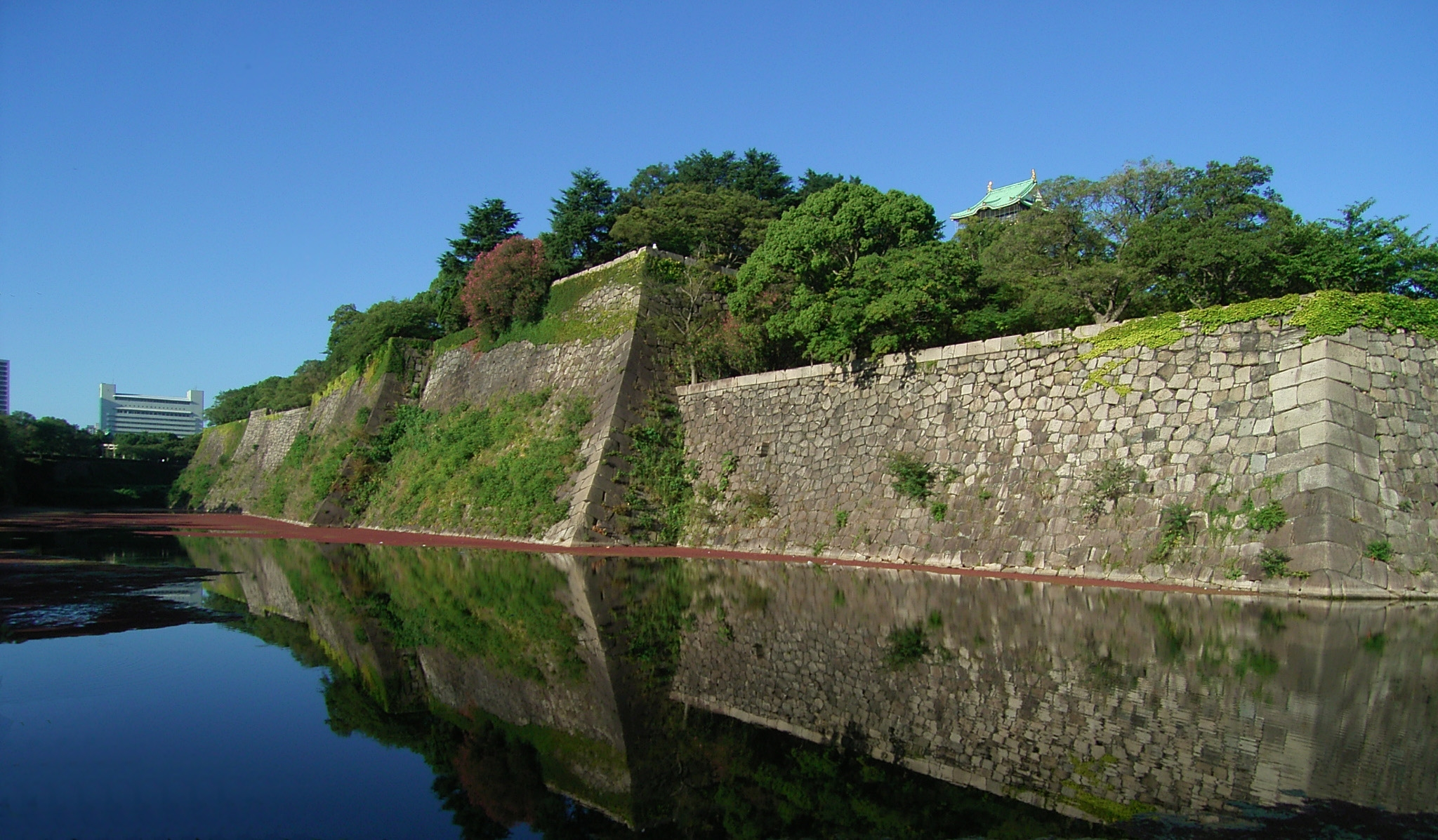
Mauern des Schlosses
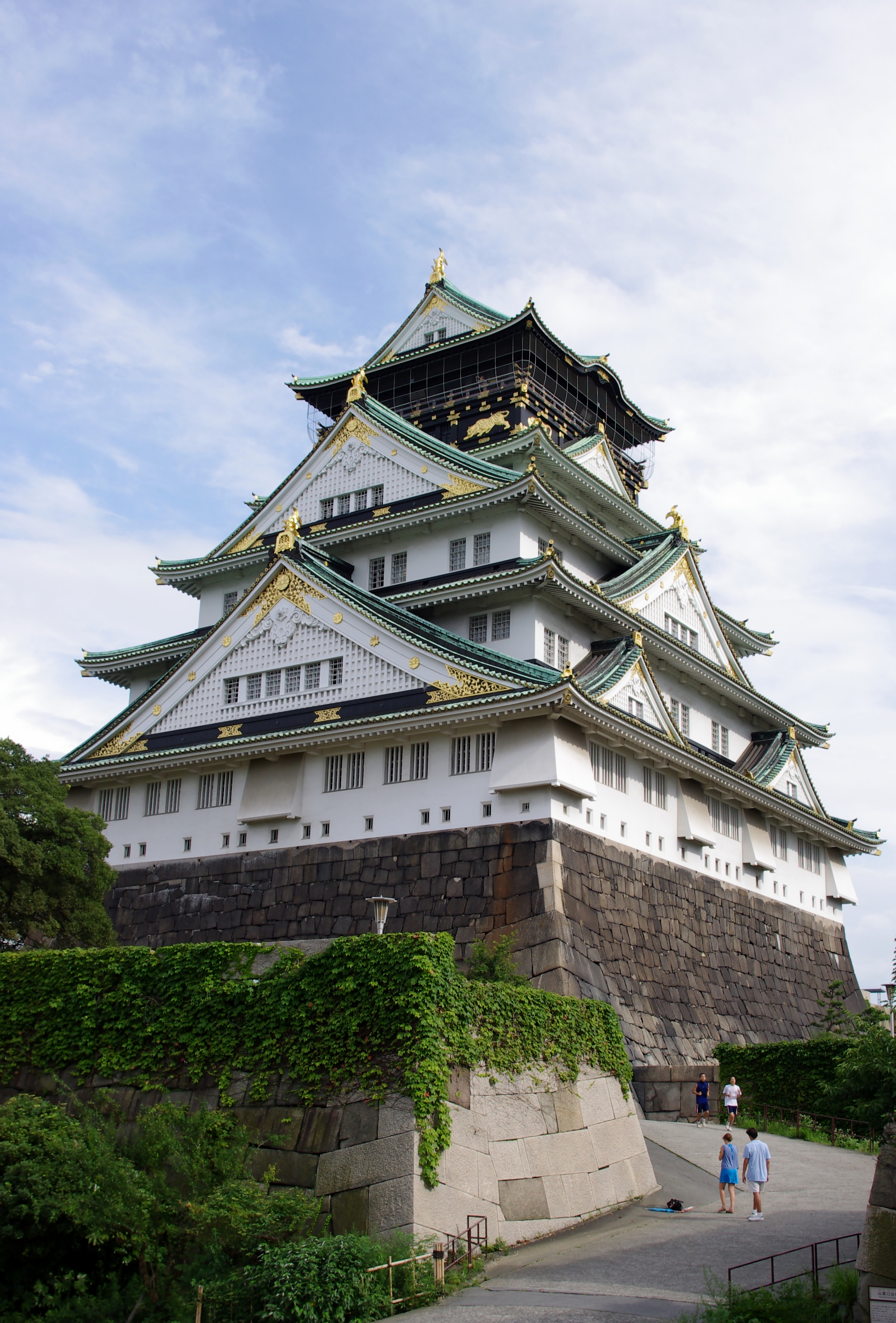
Tenshu (Hauptturm)
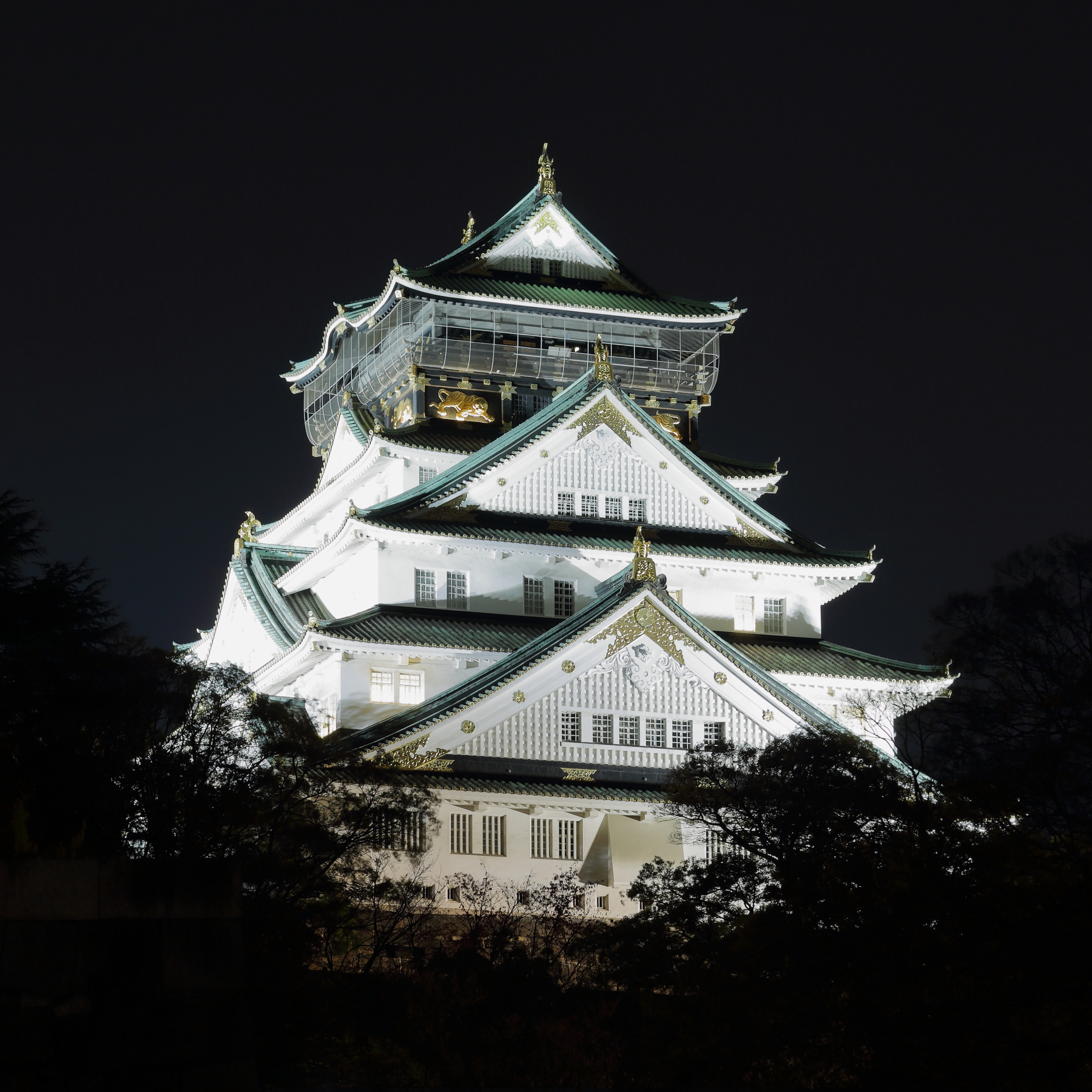
Tenshu bei Nacht von Osten aus gesehen
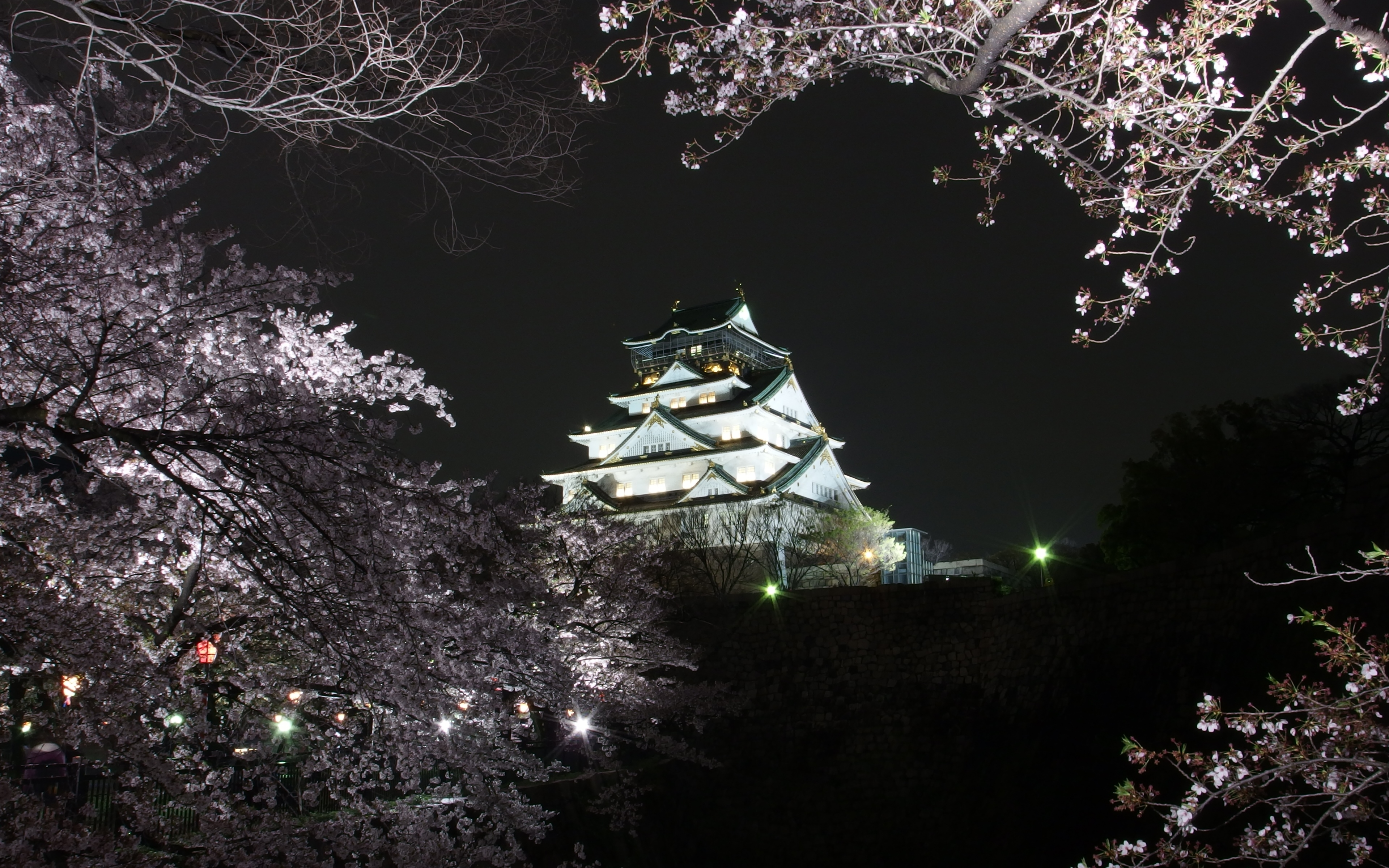
Burg von Osaka in der Nacht
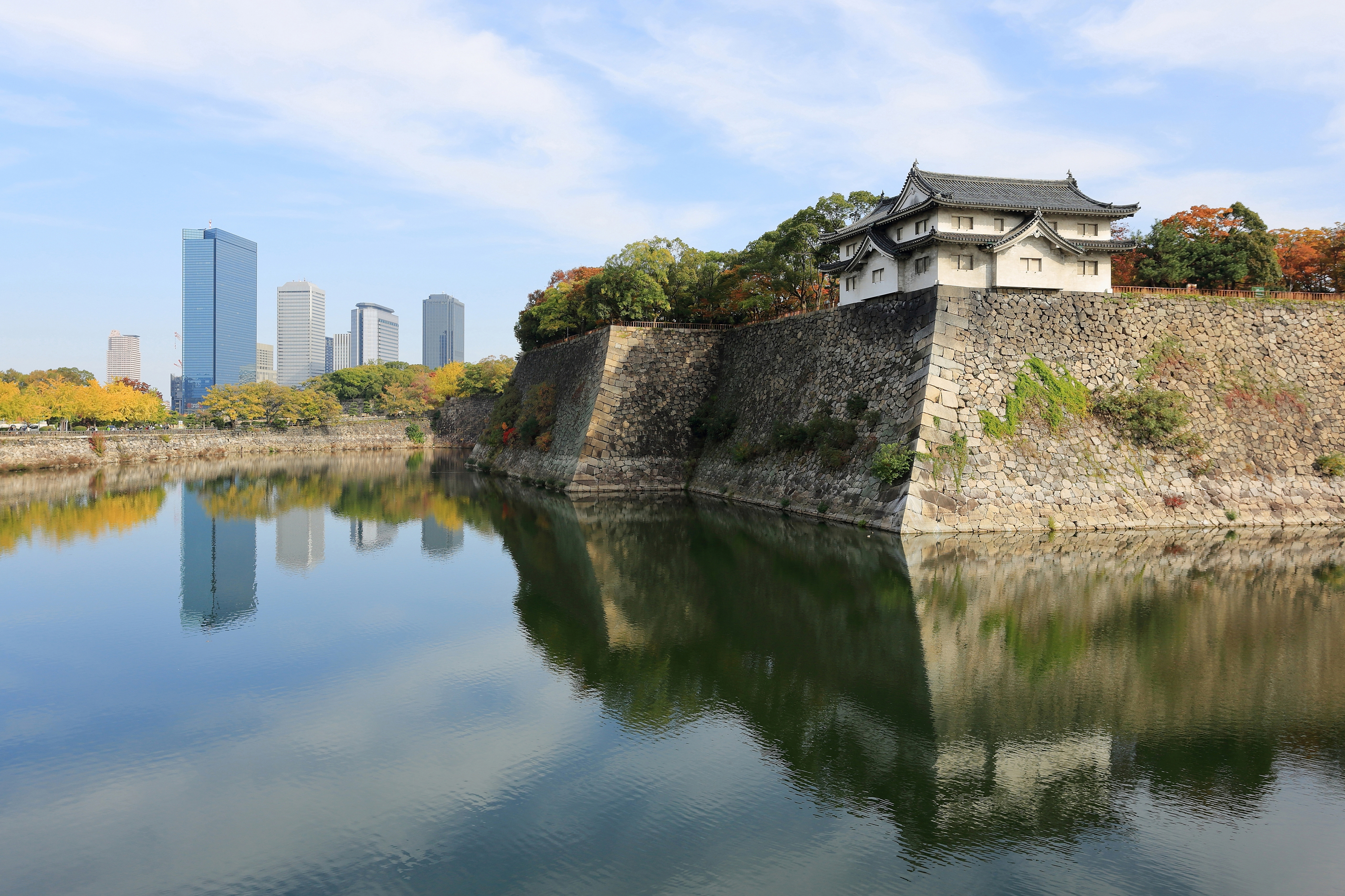
Äußerer Graben und Osaka Business Park
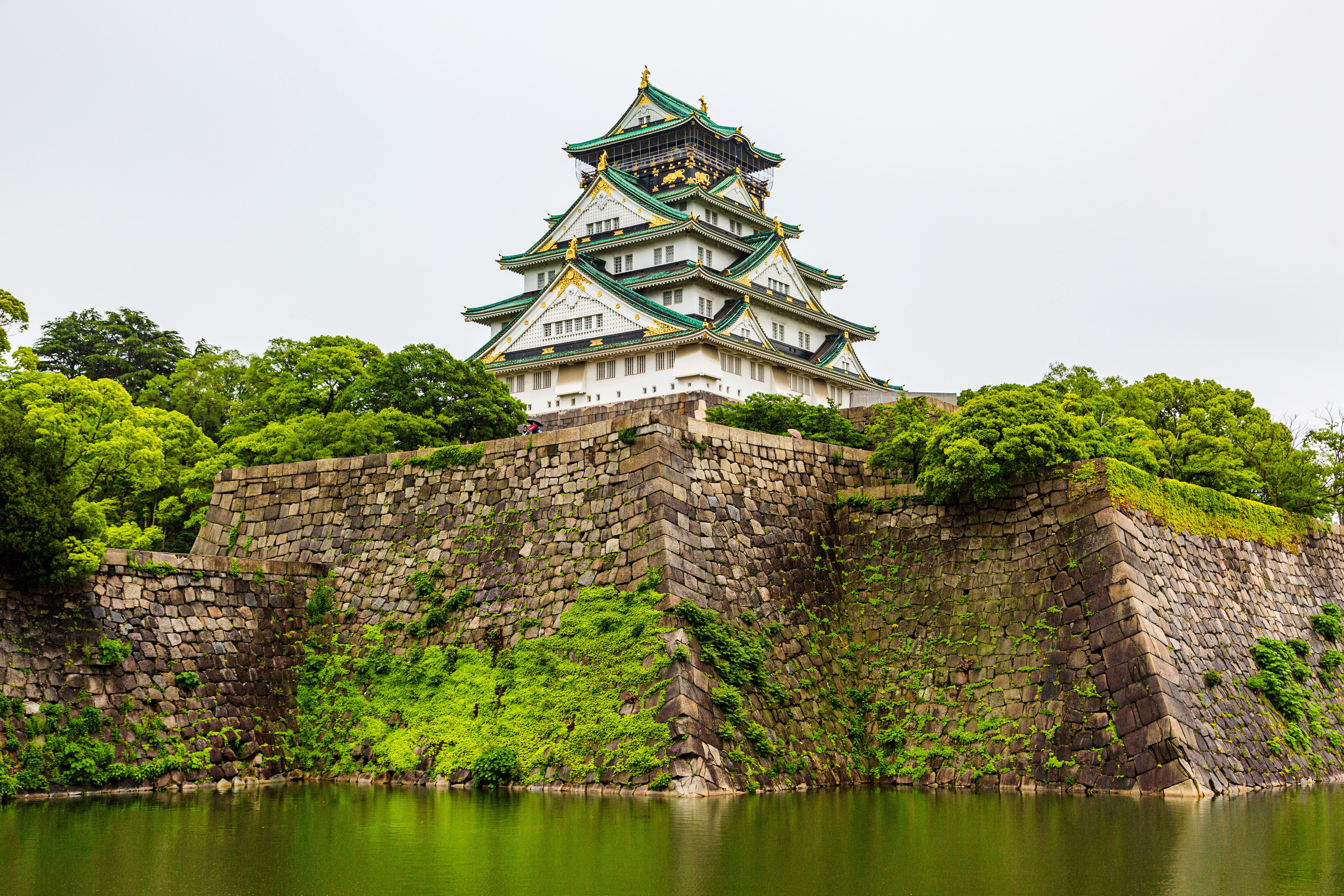
Ansicht von Norden 2018